# Tucker Fredricks
Tucker Daniel Fredricks (ur. 16 kwietnia 1984 w Janesville) – amerykański łyżwiarz szybki, brązowy medalista mistrzostw świata (2008/2009, 2011/2012) i dwukrotny zdobywca Pucharu Świata (2006/2007, 2009/2010).

## Kariera
Swój jedyny medal na międzynarodowej imprezie Tucker Fredricks wywalczył w 2007 roku, kiedy zajął trzecie miejsce w biegu na 500 m podczas dystansowych mistrzostw świata w Salt Lake City. W zawodach tych wyprzedzili go jedynie Lee Kang-seok z Korei Południowej oraz Japończyk Yūya Oikawa. W tej samej konkurencji zajmował też dwukrotnie piąte miejsce: na dystansowych mistrzostwach świata w Richmond w 2009 roku i rozgrywanych trzy lata później dystansowych mistrzostwach świata w Heerenveen. Kilkukrotnie startował na sprinterskich mistrzostwach świata, najlepszy wynik osiągając podczas mistrzostw świata w wieloboju sprinterskich w Moskwie w 2009 roku, gdzie był dziesiąty. W 2006 roku wziął udział w igrzyskach olimpijskich w Turynie, zajmując 25. miejsce na 500 m. Na tym samym dystansie był też dwunasty podczas igrzysk w Vancouver w 2010 roku, a na rozgrywanych cztery lata później igrzyskach w Soczi zajął 26. miejsce. Wielokrotnie stawał na podium zawodów Pucharu Świata, odnosząc przy tym dziesięć zwycięstw. Najlepsze wyniki osiągnął w sezonach 2006/2007 i 2009/2010, kiedy zwyciężał w klasyfikacji końcowej 500 m. Ponadto w sezonach 2008/2009 i 2011/2012 zajmował trzecie miejsce w tej klasyfikacji.